# Лёгкая атлетика
Лёгкая атле́тика — олимпийский вид спорта. Объединяет следующие дисциплины: беговые виды, спортивную ходьбу, технические виды (прыжки и метания), многоборья, пробеги (бег по шоссе) и кроссы (бег по пересечённой местности). Один из основных и наиболее массовых видов спорта.
Руководящий орган — Международная ассоциация легкоатлетических федераций (ИААФ), создан в 1912 году и объединяет 212 национальных федераций (на 2011 год). ИААФ определил лёгкую атлетику как «соревнования на стадионе, бег по шоссе, спортивная ходьба, кросс и бег по горам (горный бег)».

## История
Легкоатлетические упражнения проводились с целью физической подготовки, а также для проведения состязаний ещё в глубокой древности. Но история лёгкой атлетики, как принято считать, началась с соревнований в беге на Олимпийских играх Древней Греции (776 год до нашей эры).
Современная лёгкая атлетика начала свой путь с отдельных попыток в разных странах проводить соревнования в беге, прыжках и метаниях. Зафиксированы результаты в прыжке с шестом в 1789 году (1 м 83 см, Д. Бауш, Германия), в беге на одну милю в 1792 году (5.52,0, Ф. Поуэлл, Великобритания) и 440 ярдов в 1830 г. (2.06,0, О. Вуд, Великобритания), в прыжке в высоту в 1827 году (1 м 57,5 см, А. Уилсон, Великобритания), в метании молота в 1838 году (19 м 71 см, Район, Ирландия), в толкании ядра в 1839 году (8 м 61 см, Т. Каррадис, Канада). Считается[кем?], что начало истории современной лёгкой атлетики положили соревнования в беге на дистанцию около 2 км учащиеся колледжа в городе Рагби (Великобритания) в 1837 году, после чего такие соревнования стали проводиться в других учебных заведениях Великобритании.
Позднее в программу соревнований стали включать бег на короткие дистанции, бег с препятствиями, метание тяжести, а в 1851 году — прыжки в длину и высоту с разбега. В 1864 году между университетами Оксфорда и Кембриджа были проведены первые соревнования, ставшие в дальнейшем ежегодными, положившие начало традиционным двусторонним матчам.
В 1865 году был основан Лондонский атлетический клуб, популяризировавший лёгкую атлетику, проводивший соревнования и наблюдавший за соблюдением статуса о любительстве. Высший орган легкоатлетического спорта — любительская атлетическая ассоциация, объединившая все легкоатлетические организации Британской империи. Она организована в 1880 году.
Несколько позднее, чем в Великобритании, стала развиваться лёгкая атлетика в США (атлетический клуб в Нью-Йорке организовался в 1868 году, студенческий спортивный союз — в 1875 году), где быстро достигла широкого распространения в университетах. Это обеспечило в последующие годы (до 1952 года) ведущее положение американских легкоатлетов в мире. К 1880—1890 г. во многих странах мира были организованы любительские легкоатлетические ассоциации, объединившие отдельные клубы, лиги и получившие права высших органов по лёгкой атлетике.
Широкое развитие современной лёгкой атлетики связано с возрождением Олимпийских игр (1896), в которых, отдавая дань древнегреческим Олимпиадам, ей отвели важнейшее место. И сегодня Олимпийские игры — мощный стимул для развития лёгкой атлетики во всем мире.
Начало распространению лёгкой атлетики в России положено в 1888 году, когда в Тярлево, вблизи Петербурга, был организован спортивный кружок. В том же году там было проведено первое в России соревнование по бегу. Впервые первенство России по лёгкой атлетике проходило в 1908 году. В нём приняли участие около 50 спортсменов.
В 1911 году создаётся Всероссийский союз любителей лёгкой атлетики, объединивший около 20 спортивных лиг Петербурга, Москвы, Киева, Риги и других городов.
В 1912 году российские легкоатлеты (47 человек) впервые участвовали в Олимпийских играх — в Стокгольме. Из-за слабой подготовленности спортсменов и плохой организации выступление российских легкоатлетов прошло неудачно — никто из них не занял призового места.
После Октябрьской революции 1917 года большую роль в развитии лёгкой атлетики сыграл Всевобуч. По его инициативе в ряде городов состоялись крупные соревнования, в программе которых главное место отводилось лёгкой атлетике: в Омске — I Сибирская олимпиада, в Екатеринбурге — I Приуральская олимпиада, в Ташкенте — Среднеазиатская, в Минеральных Водах — Северокавказская. В 1919 году в Москве впервые было проведено первенство РСФСР по лёгкой атлетике. Первые международные состязания советских легкоатлетов состоялись в 1920 году. Они встретились со спортсменами рабочего спортивного союза Финляндии.

## Организация
Высшим руководящим органом, регулирующим проведение соревнований и развитие лёгкой атлетики как вида спорта, является Международная ассоциация легкоатлетических федераций (ИААФ). ИААФ определяет международные правила проведения соревнований и ведёт мировой рейтинг ведущих спортсменов-легкоатлетов. Главные старты, проводимые под эгидой ИААФ — это соревнования по лёгкой атлетике в программе Олимпийских игр, а также чемпионаты мира на открытых стадионах и в закрытых помещениях.
Крупнейшие региональные организации:
- EAA — Европейская ассоциация лёгкой атлетики, под эгидой которой проводятся Чемпионаты Европы (открытый и закрытый).
- USA T&F[англ.] — Ассоциация лёгкой атлетики США.

## Соревнования
Разница между коммерческими и некоммерческими соревнованиями главным образом состоит в подходе к отбору атлетов и различном толковании правил.
На коммерческих стартах:
- соревнования проводятся обычно в один круг;
- любое количество участников от страны, в том числе wildcard могут получить участники от страны-организатора;
- допускается использование пейсмейкеров в беговых дисциплинах;
- допускается уменьшение количества попыток в технических дисциплинах до 4 (вместо 6);
- мужчины и женщины могут участвовать в одном забеге;
- нестандартный подбор видов в легкоатлетические многоборья.

Всё это обычно делается с целью повышения зрелищности и динамизма спортивного соревнования.

### Некоммерческие соревнования
- Летние Олимпийские игры — лёгкая атлетика в программе Игр с 1896 года.
- Чемпионат мира по лёгкой атлетике — проводится с 1983 года, раз в два года по нечётным годам. Чемпионат 2013 года прошёл в Москве. Следующий чемпионат прошёл в 2015 году в Пекине.
- Чемпионат мира в помещении — проводится с 1985 года, раз в два года по чётным годам. Последний чемпионат прошёл в 2014 году в Сопоте (Польша).
- Чемпионат Европы по лёгкой атлетике — проводится с 1934 года, раз в четыре года, с 2010 года — раз в два года. Чемпионат 2014 года прошёл в Цюрихе (Швейцария).
- Чемпионат мира среди юниоров — проводится раз в два года, начиная с 1986 года. К участию допускаются спортсмены не старше 19 лет.
- Чемпионат мира среди юношей и девушек — проводятся раз в два года, начиная с 1999 года. К участию допускаются спортсмены, которым в год соревнования исполнится 16 и 17 лет.
- Чемпионат Европы в помещении — проводится с 1966 года, раз в два года по нечётным годам. Очередной чемпионат прошёл с 3 по 5 марта 2017 года в Белграде.
- Континентальный кубок ИААФ (командные соревнования; ранее — Кубок мира по лёгкой атлетике) — проводится раз в четыре года. Очередной Кубок прошёл в 2014 году в Маракеше (Марокко).
- Чемпионат мира по бегу по пересечённой местности — проводился ежегодно с 1973 года. С 2011 года проводится раз в два года.
- Кубок мира по спортивной ходьбе — проводится каждые два года.
- Чемпионат мира по полумарафону — проводится с 1992 года.

### Коммерческие соревнования
- Гран-при — цикл летних соревнований, проходящих ежегодно и заканчивающихся финалом Гран-при.
- Золотая лига IAAF — ежегодная серия соревнований по лёгкой атлетике в 1998—2009 годах.
- Бриллиантовая лига IAAF — цикл соревнований, проводится ежегодно с 2010 года.
- IAAF World Challenge
- IAAF Road Race Label Events — международные соревнования в беге по шоссе.
- Вызов ИААФ на многоборья — серия соревнований по многоборью, проводится с 1997 года.
- Вызов ИААФ на спортивную ходьбу — серия соревнований по спортивной ходьбе.
- Вызов ИААФ на метание молота — ежегодная серия соревнований по метанию молота.

## Форма проведения соревнований и календарь
Соревнования, разминка и тренировки могут проводиться на открытом воздухе и в закрытом помещении. В связи с этим различаются два сезона лёгкой атлетики, в регионах, где эта спортивная дисциплина наиболее популярна — в Европе и США.
Соревнования:
- летнего сезона, как правило, апрель—октябрь (включая Олимпийские игры и чемпионаты мира и Европы) проводятся на открытых стадионах;
- зимнего сезона, как правило, январь—март (включая зимние чемпионаты мира и Европы) проводятся в закрытом помещении.

Соревнования по спортивной ходьбе и бегу по шоссе (кроссу) имеют свой календарь. Наиболее престижные марафонские забеги проводятся весной и осенью.

### Открытый стадион
В большинстве случаев легкоатлетический стадион бывает совмещён с футбольным (в США американский футбол или лакросс) стадионом и полем (например, стадион «Лужники» до реконструкции). Стандартно включает в себя овальную 400 метровую дорожку, которая обычно состоит из 8 или 9 отдельных дорожек, а также секторов для соревнований в прыжках и метаниях. Дорожка для бега на 3000 метров с препятствиями имеет особую разметку и препятствие с водой вынесено на специальный вираж.
Принято измерять дистанции на стадионах в метрах (бег на 10 000 метров), а на шоссе или открытой местности в километрах (кросс 10 километров).
Дорожки на стадионах имеют специальную разметку, отмечающую старт всех беговых дисциплин и коридоры для передачи эстафет.
Иногда соревнования по метанию (обычно метанию молота и копья) выделяют в отдельную программу или вообще выносят за пределы стадиона, так как потенциально снаряд, случайно вылетевший за пределы сектора, может нанести увечья другим участникам соревнований или зрителям.

### Закрытый стадион (манеж)
Стандартно включает в себя овальную 200-метровую дорожку, состоящую из четырёх-шести отдельных дорожек, дорожку для бега на 60 метров и секторов для прыжковых видов. Единственный вид для метаний, входящий в программу зимнего сезона в закрытых помещениях — это толкание ядра и, как правило, он не имеет специального сектора и организуется отдельно на месте других секторов.
Официальные соревнования IAAF проводятся только на 200-метровой дорожке, однако существуют стадионы с нестандартной дорожкой (140 метров, 300 метров и другие).
В манежах на виражах закладывают определённый угол уклона (обычно до 18°), который облегчает бегунам прохождение дистанции на поворотах с малым радиусом кривизны.
Начиная с 2006 года, дистанция 200 метров была исключена из программы чемпионатов мира и Европы по соображениям того, что участники поставлены в неравные условия, то есть тот, кто бежит по внешней дорожке, находится в самых выгодных условиях. Однако на некоторых соревнованиях забеги на 200-метровой дистанции проводятся до сих пор.

## Правила
Победителем соревнований в лёгкой атлетике становится атлет или команда, которые показали наилучший результат в финальном забеге или в финальных попытках технических дисциплин в рамках правил.
Первенство в беговых видах лёгкой атлетики (на дорожке стадиона) проводится в несколько этапов: квалификация, ¼ финала, ½ финала. В результате отбора определяются спортсмены (команды), которые разыграют финал. Количество участников определяется регламентом соревнований. Например, на Олимпийских играх в каждом номере программы страна может быть представлена как минимум одним участником и максимум тремя (при условии выполнения предварительного норматива). В эстафетном беге страну представляет одна команда. В кроссе, беге по шоссе, ходьбе и многоборьях существуют только финалы.

### Дисциплины
| Дисциплина в программе | Олимпийских игр | Олимпийских игр | Летних чемпионатов мира | Летних чемпионатов мира | Чемпионатов мира в помещении | Чемпионатов мира в помещении |
|                        | Мужчины         | Женщины         | Мужчины                 | Женщины                 | Мужчины                      | Женщины                      |
| Беговые                |                 |                 |                         |                         |                              |                              |
| 100 м                  | 1896            | 1928            | 1983                    | 1983                    |                              |                              |
| 200 м                  | 1900            | 1948            | 1983                    | 1983                    | 1985                         | 1985                         |
| 400 м                  | 1896            | 1964            | 1983                    | 1983                    | 1985                         | 1985                         |
| 800 м                  | 1896            | 1928            | 1983                    | 1983                    | 1985                         | 1985                         |
| 1500 м                 | 1896            | 1972            | 1983                    | 1983                    | 1985                         | 1985                         |
| 5000 м                 | 1912            | 1988            | 1983                    | 1995                    |                              |                              |
| 10 000 м               | 1912            | 1984            | 1983                    | 1987                    |                              |                              |
| Марафон                | 1896            | 1984            | 1983                    | 1983                    |                              |                              |
| 110 м с/б              | 1896            |                 | 1983                    |                         |                              |                              |
| 100 м с/б              |                 | 1932            |                         | 1983                    |                              |                              |
| 400 м с/б              | 1900            | 1984            | 1983                    | 1983                    |                              |                              |
| 3000 м с/п             | 1920            | 2008            | 1983                    | 2007                    |                              |                              |
| Эстафета 4 × 100       | 1912            | 1928            | 1983                    | 1983                    |                              |                              |
| Эстафета 4 × 400       | 1912            | 1972            | 1983                    | 1983                    | 1991                         | 1991                         |
| Технические            |                 |                 |                         |                         |                              |                              |
| Прыжок в длину         | 1896            | 1948            | 1983                    | 1983                    | 1985                         | 1985                         |
| Тройной прыжок         | 1896            | 1996            | 1983                    | 1993                    | 1985                         | 1991                         |
| Прыжок в высоту        | 1896            | 1928            | 1983                    | 1983                    | 1985                         | 1985                         |
| Прыжок с шестом        | 1896            | 1996            | 1983                    | 1999                    | 1985                         | 1997                         |
| Метание копья          | 1908            | 1932            | 1983                    | 1983                    |                              |                              |
| Метание диска          | 1896            | 1928            | 1983                    | 1983                    |                              |                              |
| Метание молота         | 1900            | 2000            | 1983                    | 1999                    |                              |                              |
| Толкание ядра          | 1896            | 1932            | 1983                    | 1983                    | 1985                         | 1985                         |
| Ходьба                 |                 |                 |                         |                         |                              |                              |
| 20 км                  | 1956            | 2000            | 1983                    | 2000                    |                              |                              |
| 50 км                  | 1932            |                 | 1980                    |                         |                              |                              |
| Многоборье             |                 |                 |                         |                         |                              |                              |
| Десятиборье            | 1912            |                 | 1983                    |                         |                              |                              |
| Семиборье              |                 | 1984            |                         | 1983                    |                              |                              |
| Неолимпийские          |                 |                 |                         |                         |                              |                              |
| 60 м                   |                 |                 |                         |                         | 1985                         | 1985                         |
| 60 м с барьерами       |                 |                 |                         |                         | 1985                         | 1985                         |
| 3000 м                 |                 | 1984            |                         | 1980                    | 1985                         | 1985                         |
| Семиборье              |                 |                 |                         |                         | 1993                         |                              |
| Пятиборье              | 1908            | 1964            |                         |                         |                              | 1993                         |

Лёгкая атлетика относится к весьма консервативным видам спорта. Так, программа мужских дисциплин в программе Олимпийских игр (24 вида) не менялась с 1956 года. В программу женских видов входит 23 вида. Единственная разница — это ходьба на 50 км, которой нет в женском списке. Таким образом, лёгкая атлетика является наиболее медалеёмким видом среди всех олимпийских видов спорта.
Программа чемпионатов в помещении состоит из 26 видов (13 мужских и 13 женских).
На официальных (некоммерческих) соревнованиях мужчины и женщины не участвуют в совместных стартах.

### Рекорды
На соревнованиях ИААФ фиксируются как мировые рекорды, так и высшие мировые достижения.

## Развитие
Лёгкая атлетика относится к числу популярнейших видов спорта, так как не требует дорогостоящих условий для занятий. Этим обусловлена её высокая распространённость, в том числе и в экономически слаборазвитых странах Азии, Африки и Латинской Америки. За всю историю чемпионатов мира с 1983 по 2007 год медали на них завоёвывали спортсмены 83 стран.
На уровне чемпионатов мира по лёгкой атлетике в общекомандном зачёте последние 20 лет первенствуют такие страны, как США, Россия, Германия, Кения. По общему уровню развития лёгкой атлетики выделяются США с их развитыми системами любительского, студенческого и профессионального спорта.

## Допинг
18 июня 2016 года Международный олимпийский комитет (МОК) поддержал и одобрил решение IAAF оставить в силе дисквалификацию российских легкоатлетов, президент IAAF находится под уголовным преследованием — «его обвиняют в получении взятки и скрытии проб спортсменов», — сказал бывший российский министр спорта Виталий Мутко. Использование химических препаратов и физиологических методов стимуляции с целью искусственного повышения результатов в лёгкой атлетике существует столько же, сколько существует профессиональный спорт. Первые случаи употребления стимулирующих препаратов уходят корнями в античность. Однако и в 21 веке, наряду с тяжёлой атлетикой, велоспортом, плаванием — лёгкая атлетика остаётся видом спорта, наиболее подверженным проблеме допинга.
До 1980-х годов случаи применения допинга были единичны, не находили полного подтверждения и не привлекали общественного мнения, являясь исключением из правил. Начиная с 1980-х годов ИААФ принимает решение в корне изменить подход к использованию спортсменами допинга и санкциям. Антидопинговые проверки существовали достаточно давно, но процедура их проведения была такова, что атлеты могли заранее подготовиться. В 1984 году Татьяна Казанкина во время соревнований в Париже была внезапно приглашена на допинг-пробу, отказалась и была дисквалифицирована.
По-настоящему громкий скандал разразился в связи с делом Бена Джонсона, канадского спринтера, который в 1988 году выиграл забег на 100 метров в финале сеульской Олимпиады. На следующий день Джонсон был дисквалифицирован в связи с обнаружением в его организме препарата станозолола. Далее скандалы начали следовать один за другим: Катрин Краббе (Германия, чемпионка мира 1991 года, спринт, обнаружен кленбутерол), Рэнди Барнс (США, олимпийский чемпион 1996 года, толкание ядра), Людмила Энквист-Нарожиленко (СССР/Россия, 100 м с барьерами, олимпийская чемпионка) и другие. Начиная с 1984 года не было ни одной Олимпиады, где бы не случилось громкого допинг-инцидента с легкоатлетами.
После объединения Германии особенно большое число пойманных и добровольно признавшихся атлетов и тренеров пришлось на страну — лидера лёгкой атлетики ГДР. Хайке Дрекслер, Рут Фукс, Илона Слупянек добровольными признаниями пополнили список употреблявших допинг. Хайди (Андреас) Кригер (чемпионка Европы 1986 года в толкании ядра) стала одним из символов борьбы за чистоту спорта. В 1997 году она перенесла операцию по коррекции пола, так как применение запрещённых препаратов привело к изменению половых признаков.
Значительное количество мировых рекордов в лёгкой атлетике вызывает законные подозрения специалистов, хотя атлеты не были пойманы и сами не признались. Особенно это касается женской лёгкой атлетики. К таковым относится мировой рекорд на 400 м
Мариты Кох (ГДР), Рекорды на 100 и 200 метров Флоренс Гриффит-Джойнер, рекорд на 3000 м и 10 000 м. Проблема в том, что современные спортсменки не могут даже приблизиться к результатам 1980 годов. В лёгкой атлетике неприменим опыт тяжёлой атлетики, где ввели новую сетку весовых категорий и тем самым попросту отменили все предыдущие мировые рекорды. Хотя ряд специалистов предлагает в лёгкой атлетике переписать заново таблицу мировых рекордов.
Всё это пагубно сказывается на общественном мнении о лёгкой атлетике. С точки зрения рядовых болельщиков спорт становится своего рода азартной игрой до поимки на запрещённом препарате. Особенно разочаровывают ситуации, когда атлетов лишают титулов постфактум, как это случилось с Марион Джонс.
ИААФ постоянно подчёркивает, что борьба за чистоту спорта — первоочередная задача организации легкоатлетов. Бывший президент ИААФ Ламин Диак так прокомментировал дело американского тренера Тревора Грехема:
Тренер, который поощряет использование допинг-препаратов своими учениками, действует против фундаментальных принципов. Его задача — гарантировать честные условия соревнований (fair-play) и здоровый тренировочный процесс. Пожизненный запрет тренерской деятельности — хороший урок тем, кто рискует репутацией спорта и здоровьем своих учеников. 

## Спортсмены
Самые титулованные легкоатлеты в истории современных Олимпийских игр (4 и более золотые медали):
| №  | Спортсмен           | НОК            | Игры      | 1 | 2 | 3 | Всего |
| -- | ------------------- | -------------- | --------- | - | - | - | ----- |
| 1  | Пааво Нурми         | Финляндия      | 1920—1928 | 9 | 3 | 0 | 12    |
| 2  | Карл Льюис          | США            | 1984—1996 | 9 | 1 | 0 | 10    |
| 3  | Рэй Юри             | США            | 1900—1908 | 8 | 0 | 0 | 8     |
| 3  | Усэйн Болт          | Ямайка         | 2008—2016 | 8 | 0 | 0 | 8     |
| 5  | Эллисон Феликс      | США            | 2004—2020 | 7 | 3 | 1 | 11    |
| 6  | Вилле Ритола        | Финляндия      | 1924—1928 | 5 | 3 | 0 | 8     |
| 7  | Элейн Томпсон-Хера  | Ямайка         | 2016—2020 | 5 | 1 | 0 | 6     |
| 8  | Эмиль Затопек       | Чехословакия   | 1948—1952 | 4 | 1 | 0 | 5     |
| 8  | Ханнес Колехмайнен  | Финляндия      | 1912—1920 | 4 | 1 | 0 | 5     |
| 8  | Мелвин Шеппард      | США            | 1908—1912 | 4 | 1 | 0 | 5     |
| 8  | Эвелин Эшфорд       | США            | 1984—1992 | 4 | 1 | 0 | 5     |
| 12 | Саня Ричардс-Росс   | США            | 2004—2012 | 4 | 0 | 1 | 5     |
| 13 | Фанни Бланкерс-Кун  | Нидерланды     | 1948      | 4 | 0 | 0 | 4     |
| 13 | Бербель Вёккель     | ГДР            | 1976—1980 | 4 | 0 | 0 | 4     |
| 13 | Лассе Вирен         | Финляндия      | 1972—1976 | 4 | 0 | 0 | 4     |
| 13 | Майкл Джонсон       | США            | 1992—2000 | 4 | 0 | 0 | 4     |
| 13 | Харрисон Диллард    | США            | 1948—1952 | 4 | 0 | 0 | 4     |
| 13 | Бетти Катберт       | Австралия      | 1956—1964 | 4 | 0 | 0 | 4     |
| 13 | Роберт Корженёвский | Польша         | 1996—2004 | 4 | 0 | 0 | 4     |
| 13 | Элвин Крэнцлайн     | США            | 1900      | 4 | 0 | 0 | 4     |
| 13 | Эл Ортер            | США            | 1956—1968 | 4 | 0 | 0 | 4     |
| 13 | Джесси Оуэнс        | США            | 1936      | 4 | 0 | 0 | 4     |
| 13 | Мо Фара             | Великобритания | 2012—2016 | 4 | 0 | 0 | 4     |

Некоторые другие знаменитые легкоатлеты:

| - Кенениса Бекеле (Эфиопия, длинные дистанции) - Абебе Бикила (Эфиопия, длинные дистанции) - Валерий Борзов (СССР, спринт) - Сергей Бубка (СССР/Украина, прыжок с шестом) - Хайле Гебреселассие (Эфиопия, длинные дистанции) - Хишам Эль-Герруж (Марокко, средние дистанции) - Ян Железный (Чехословакия/Чехия, метание копья) - Элиуд Кипчоге (Кения, длинные дистанции) - Райан Краузер (США, толкание ядра) - Лашон Мерритт (США, спринт) - Дэвид Рудиша (Кения, средние дистанции) - Виктор Санеев (СССР, тройной прыжок) - Юрий Седых (СССР, метание молота) - Хавьер Сотомайор (Куба, прыжок в высоту) - Кристиан Тейлор (США, тройной прыжок) - Джошуа Чептегеи (Уганда, длинные дистанции) | - Анита Влодарчик (Польша, метание молота) - Месерет Дефар (Эфиопия, длинные дистанции) - Джекки Джойнер-Керси (США, прыжок в длину, многоборья) - Тирунеш Дибаба (Эфиопия, длинные дистанции) - Хайке Дрекслер (ГДР/Германия, спринт, прыжок в длину) - Мари-Жозе Перек (Франция, спринт) - Елена Исинбаева (Россия, прыжок с шестом) - Татьяна Казанкина (СССР, средние дистанции) - Стефка Костадинова (Болгария, прыжок в высоту) - Вероника Кэмпбелл-Браун (Ямайка, спринт) - Мерлин Отти (Ямайка, спринт) - Вильма Рудольф (США, спринт) - Дерарту Тулу (Эфиопия, длинные дистанции) - Шелли-Энн Фрейзер-Прайс (Ямайка, спринт) - Ирена Шевиньская (Польша, спринт, прыжок в длину) - Барбора Шпотакова (Чехия, метания копья) |